# البريمو (فلم)
البريمو (وتعني الأول باللغة الإيطالية) فيلم مصري تم إنتاجه عام 1947، من تأليف السيد بدير وكامل التلمساني إخراج كامل التلمساني وبطولة سهام رفقي وبشارة واكيم.

## فريق العمل
إخراج: كامل التلمساني
تأليف:
- السيد بدير
- كامل التلمساني

إنتاج: أفلام رابحة
طاقم العمل:
- سهام رفقي
- بشارة واكيم
- محمود شكوكو
- فردوس محمد
- ماري منيب
- السيد بدير
- جراسيا قاصين
- عبد المنعم إسماعيل

## روابط خارجية
- مقالات تستعمل روابط فنية بلا صلة مع ويكي بيانات